# Tierra Colorada (Tepecoacuilco de Trujano)
Tierra Colorada es una de las 81 localidades, ubicada dentro del municipio de Tepecoacuilco de Trujano en la región norte del estado de Guerrero en México.

## Geografía
Tierra Colorada se encuentra a 3.2 kilómetros de la cabecera municipal de Tepecoacuilco de Trujano a una altitud de 820 m s. n. m.
El clima es subhúmedo-cálido con temperaturas que oscilan de 24.8 °C a 31.5 °C. La temporada de lluvias se presenta de junio a septiembre con una precipitación anual de 700 a 1100 mm. En cuanto a la flora, en los alrededores hay extensas áreas de matorral crasicaule, selva caducifolia con presencia de ceiba, casahuate, brasil y cubata. En cuanto a su fauna se pueden encontrar coyotes, armadillos, tejones, venados, zorrillos, mapaches, tlacuaches, conejos, culebras de diferentes especies, gavilanes, zopilotes y diversas clases de aves más pequeñas.

### Población
Conforme al Conteo de Población y Vivienda realizado por el Instituto Nacional de Estadística y Geografía (INEGI) en 2010, la localidad contaba hasta ese año con un total de 1 106 habitantes, de los cuales, 552 eran hombres y 554 eran mujeres.

## Actividad socioeconómica y cultural
La actividad económica se basa en la agricultura y ganadería.
En la localidad se encuentra la iglesia de San Isidro Labrador cuya fiesta se celebra el 15 de mayo y se encuentra ubicada en el centro de dicha localidad. En cuanto a la educación existen planteles de educación básica: preescolar, primaria y secundaria técnica. No existen planteles de educación superior y preparatoria.